# Sturle Holseter
Sturle Holseter (* 9. April 1976) ist ein ehemaliger norwegischer Skispringer.

## Werdegang
Sein erstes Weltcup-Springen bestritt Holseter am 17. März 1990 zum Saisonfinale in Raufoss. Am Ende reichte es im Springen von der Normalschanze jedoch nur für den 76. Platz. Ein Jahr später bestritt er erneut die das Saisonfinale blieb jedoch auch in diesem Jahr in den Springen in Trondheim, Oslo und Planica glücklos. Vier Jahre legte er im Anschluss daran eine Wettkampfpause ein und startete erst am 8. Februar 1995 erneut im Weltcup. Beim Springen in Lillehammer konnte er dabei erstmals mit einem 16. Platz in die Punkteränge springen. Zum Start der Weltcup-Saison 1995/96 konnte er bereits im ersten Springen mit dem 6. Platz in Lillehammer erstmals in die Top 10 springen. Dies sollte für über ein Jahr auch die beste Platzierung im Einzelspringen in seiner internationalen Karriere sein. Auf nationaler Ebene wurde er mit dem Team 1996 in Meldal Norwegischer Meister. Erst am 18. Januar 1997 sprang er in Sapporo mit dem 2. Platz erstmals aufs Podium bei einem Weltcup-Einzelspringen. Es war sein einziger Podiumsplatz, den er in seiner Karriere erreichen konnte. Bei der Nordischen Skiweltmeisterschaft 1997 in Trondheim wurde er im Einzelspringen von der Normalschanze 15. Kurz nach der Weltmeisterschaft gewann er bei der Norwegischen Meisterschaft in Mo i Rana die Bronzemedaille auf der Normalschanze. Im Weltcup konnte er im Anschluss daran zwar noch Achtungserfolge innerhalb der Top 20 erzielen, vordere Plätze oder gar das Podium blieben ihm jedoch verwehrt. Nach einer eher mittelmäßigen Saison 1997/1998 beendete er nach dem Springen am 29. November 1998, dem Auftaktspringen zur Saison 1998/99 in Lillehammer seine aktive Skispringerkarriere.